# Niels Hansen (diplomata)
Niels Hansen (7 de novembro de 1924 - 4 de janeiro de 2015) foi embaixador alemão em Israel e autor de Out of the Shadows of the Catastrophe.